# Нахидури
Нахидури (груз. ნახიდური, азерб. Arıxlı) — село Болнисского муниципалитета, края Квемо-Картли республики Грузия со 100 %-ным азербайджанским населением. Находится в юго-восточной части Грузии, на территории исторической области Борчалы.

## История
Возле поселка обнаружено поселение эпохи Шулавери-Шому, примерно V-IV тыс. до нашей эры, эпохи раннего энеолита. Арахло - одно из немногих поселений той эпохи, в которых найдены металлические предметы. Также были обнаружены: узорчатое орудие из раздвоенного рога оленя; маленькая фигурка, в виде головы женщины, сделанная из гравия; глиняная фигурка быка; бронзовые наконечники стрел; каменные гробы; руины бани и жилых домов; различная цветная и обычная керамическая посуда и мн.др.

### Изменение топонима
В 1990 - 1991 гг., в результате изменения руководством Грузии исторических топонимов населенных пунктов этнических меньшинств в регионе, название села Арыхлы («азерб. Arıxlı») было изменено на его нынешнее название - Нахидури.

## География
Село Нахидури расположено на правом берегу реки Храми, около автомобильной дороги Марнеули - Болниси, в 15 км от районного центра Болниси, на высоте 420 метров от уровня моря.
Граничит с поселком Тамариси, селами Цуртави, Паризи, Хидискури, Мухрана, Чапала, Саванети, Самтредо, Мцкнети, Хатавети и Земо-Аркевани Болнисского Муниципалитета и Алавари, Ахали-Докниси и Тамариси Марнеульского Муниципалитета.

## Население
По данным Государственного статистического комитета Грузии, согласно официальной переписи 2002 года, численность населения села Нахидури составляет 4876 человек и на 100 % состоит из азербайджанцев.

## Экономика
Население в основном занимается овцеводством, скотоводством и овощеводством.

## Достопримечательности
- Мечеть[12]
- Средняя школа[13] - построена в 1901 году. Носит имя своего создателя, выпускника Горийской семинарии Гусейна Эфендиева.[7]
- Больница[14]

## Известные уроженцы
- Братья Сираджеддин, Зияддин и Бахаддин Эфендиевы - выпускники Горийской Семинарии;[7]
- Муртуз и Зиябек Эфендиевы - выпускники Горийской Семинарии;[7]
- Хыналы ханум - поэтесса;[7]
- Профессора - Махмуд Гарибов, Вейсал Исаев, Байрам Гаджиев, Акиф Байрамов, Низами Мустафаев;[7]
- Мустафа Асланов - заслуженный учитель;[7]
- Доктора - Идрис Исмайлов, Эйваз Исаев, Ифрат Идрисов, Башир Мустафаев;[7]
- Расим Арыхлы - журналист.[7]

## Интересные факты
26 мая 2009 года Министр сельского хозяйства Грузии Бакур Квезерели и поверенный президента в регионе Квемо Картли присутствовали на сборе урожая картофеля в селе Нахидури Болнисского района.